# Катастрофа Beechcraft 99 под Милотом
Катастрофа Beechcraft 99 под Милотом — авиационная катастрофа, произошедшая 20 сентября 2011 года. Самолёт Beechcraft 99A авиакомпании SALSA d'Haïti выполнял пассажирский рейс SO112 по маршруту Порт-о-Пренс—Кап-Аитьен, но из-за плохих погодных условий рухнул на затопленном тростниковом поле близ Милота (Республика Гаити). Погибли все 3 человека (1 пассажир и 2 члена экипажа), находившихся на борту.

## Самолёт
Самолёт Beechcraft 99A с бортовым номером HH-APA (серийный — U-123) был выпущен компанией «Beechcraft» в августе 1969 года, был оснащён двумя турбовинтовыми двигателями Pratt & Whitney Canada PT6A-28. Эксплуатировался в авиакомпаниях:
- Hood Airlines (с января 1970 по 17 марта 1971; Бортовой номер N10HA)
- Rio Airways (с 17 марта 1971 по октябрь 1980; Бортовой номер N18RA)
- Toronto Airways (с октября 1980 по 24 сентября 1985; Бортовой номер C-GDFX)
- Austin Airways (с 24 сентября 1985 по август 1987; Бортовой номер C-GDFX)
- Air Ontario (с августа 1987 по 13 января 1989; Бортовой номер C-GDFX)
- Bearskin Lake Air Services (с 13 января 1989 по 20 марта 2008; Бортовой номер C-GDFX)
- Carib Aviation (с 20 марта 2008 по 2 августа 2009; Бортовой номер не указан)
- National Aerotech Aviation Delaware Inc (со 2 августа 2009 по 2 мая 2011; Бортовой номер N610NA)
- SALSA d'Haïti[англ.] (со 2 мая 2011 по 20 сентября 2011; Бортовой номер HH-APA)[1][2].

## Экипаж и пассажиры
Согласно некоторым данным, находившиеся на борту 2 пилота и 1 пассажир являлись гражданами следующих стран:
| Государство              | Экипаж | Пассажиры |
| ------------------------ | ------ | --------- |
| Вьетнам                  | 0      | 1         |
| Доминиканская Республика | 1      | 0         |
| Мексика                  | 1      | 0         |

## Хронология событий
Вылет рейса 112 был запланирован на 16:00. Самолёт выполнял регулярный внутренний рейс из Порт-о-Пренса в Кап-Аитьен. Как позже сообщали местные СМИ, это был последний рейс SALSA за день между двумя городами. Незадолго до падения рейс 112 видел экипаж самолёта авиакомпании Tortug' Air, который в тот день следовал по тому же маршруту, но вернулся в аэропорт вылета из-за плохой погоды. Они заметили, что Beechcraft, вероятно, из-за сдвига ветра, медленно терял высоту. Вскоре выяснилось, что пилоты рейса 112 в то время заняты разворотом в сторону аэропорта вылета. Около 17:00 связь с рейсом прервалась. Он разбился на затопленном тросниковом поле неподалёку от Лори, Гаити, в момент крушения в этом районе шел сильный дождь. Оба члена экипажа и пассажир погибли.

## Расследование
Расследование катастрофы рейса SO112 проводило Национальное управление гражданской авиации (OFNAC).